# FIS Sommer Ladies Tournee 2002
FIS Sommer Ladies Tournee 2002 (niem. 2. FIS Ladies Sommer Grand-Prix) – druga edycja FIS Sommer Ladies Tournee, przeprowadzona w sezonie 2002/2003 na skoczniach w Niemczech.
Turniej rozpoczął się 31 sierpnia 2002 zawodami indywidualnymi na skoczni w Breitenbergu. Następnego dnia na tym samym obiekcie odbył się drugi konkurs indywidualny. 4 września rozegrano zawody indywidualne na skoczni w Pöhli. 7 września rozegrano konkurs drużynowy, a dzień później turniej został zakończony konkursem indywidualnym w Meinerzhagen.
Pierwszy konkurs indywidualny w Breitenbergu wygrała Daniela Iraschko, a następny Jessica Jerome. W Pöhli ponownie zwyciężyła Daniela Iraschko. Czwarte zmagania, drużynowe wygrała reprezentacja Austrii w składzie: Eva Ganster, Daniela Iraschko, Tanja Drage i Katrin Stefaner. W ostatnich zawodach indywidualnych wygrała Eva Ganster. Zwyciężczynią drugiej edycji turnieju została Daniela Iraschko. Na drugim stopniu podium stanęła Eva Ganster, przegrywając z Iraschko o 0,3 punktu. Trzecie miejsce zajęła Jessica Jerome.
W cyklu wystartowało łącznie 46 zawodniczek z ośmiu narodowych reprezentacji.

## Przed FIS Sommer Ladies Tournee

### Organizacja
Organizatorem pierwszych dwóch konkursów, które odbyły się w Breitenbergu, był miejscowy klub OC Breitenberg/Rastbüchl.

### Tło
Do 1998 roku Międzynarodowa Federacja Narciarska nie organizowała żadnych konkursów kobiecych. Zdarzało się jednak, że skoczkinie startowały w roli przedskoczków w zawodach mężczyzn lub występowały jako zawodniczki, ale nie były klasyfikowane. W styczniu 1998 w Sankt Moritz odbyły się nieoficjalne mistrzostwa świata juniorek, które są uznawane za pierwsze międzynarodowe zawody kobiece. W marcu tego samego roku odbyły się natomiast pierwsze seniorskie zawody kobiet pod egidą Międzynarodowej Federacji Narciarskiej – dwa konkursy Pucharu Kontynentalnego w Schönwaldzie. W kolejnym sezonie po raz pierwszy zorganizowano FIS Ladies Grand Tournee, będący pierwszym międzynarodowym cyklem zawodów kobiet, rozgrywanym przez Międzynarodową Federację Narciarską.
Spośród zawodniczek startujących w FIS Sommer Ladies Tournee w 2001 roku, dwadzieścia brało udział w poprzedniej (pierwszej) edycji turnieju. Wśród zawodniczek sklasyfikowanych w pierwszej piętnastce poprzedniej edycji na starcie zabrakło Japonek: trzeciej Ayumi Watase, siódmej Izumi Yamady i piętnastej Rieko Kanai, a także piątej Heleny Olsson oraz jedenastej Karli Keck. Zwyciężczynią FIS Sommer Ladies Tournee 2001 była Daniela Iraschko przed Evą Ganster i Ayumi Watase.
W okresie zimowym organizowany był turniej FIS Ladies Grand Prix, rozgrywany według tych samych zasad co FSLT. Trzykrotnie zwyciężała w nim Daniela Iraschko (2000, 2001, 2002), Eva Ganster dwukrotnie stawała na podium (2000, 2001). Anette Sagen w ostatniej edycji została sklasyfikowana na drugiej pozycji, zaś trzecia była Helena Olsson. Pomiędzy grudniem 2001 a marcem 2002 roku rozegrano także cykl zawodów Alpen Cup. Podobnie jak w poprzedniej edycji, zwyciężyła Daniela Iraschko sklasyfikowana ex aequo z Evą Ganster, przed Angeliką Kühorn.

### Program turnieju
Przed rozpoczęciem FIS Sommer Ladies Tournee 2002 podany został oficjalny program serii treningowych, próbnych i konkursowych oraz innych wydarzeń bezpośrednio związanych z turniejem. Poniższa tabela przedstawia szczegółowy wykaz tych wydarzeń, zgodny z pierwotnym planem organizacji turnieju.
| Data             | Miejsce      | Godzina       | Wydarzenie                                          |
| ---------------- | ------------ | ------------- | --------------------------------------------------- |
| 30 sierpnia 2002 | Breitenberg  | 14:00         | oficjalna seria treningowa                          |
| 31 sierpnia 2002 | Breitenberg  | 9:00          | oficjalna seria treningowa                          |
| 31 sierpnia 2002 | Breitenberg  | 14:00         | pierwszy konkurs indywidualny                       |
| 1 września 2002  | Breitenberg  | 9:30          | drugi konkurs indywidualny                          |
| 3 września 2002  | Pöhla        | 19:00         | wydawanie numerów startowych w pawilonie na skoczni |
| 4 września 2002  | Pöhla        | 14:00 – 16:00 | oficjalna seria treningowa                          |
| 4 września 2002  | Pöhla        | 17:00         | otwarta seria treningowa                            |
| 4 września 2002  | Pöhla        | 18:00         | trzeci konkurs indywidualny                         |
| 7 września 2002  | Meinerzhagen | 10:00         | oficjalna seria treningowa                          |
| 7 września 2002  | Meinerzhagen | 14:00         | konkurs drużynowy                                   |
| 8 września 2002  | Meinerzhagen | 10:00         | oficjalna seria treningowa                          |
| 8 września 2002  | Meinerzhagen | 14:00         | czwarty konkurs indywidualny                        |

## Zasady
Zasady obowiązujące w FIS Sommer Ladies Tournee są takie same, jak podczas zawodów Pucharu Świata czy Pucharu Kontynentalnego.
Do klasyfikacji generalnej FIS Sommer Ladies Tournee zaliczane były noty punktowe zdobyte przez zawodniczki podczas konkursów.
Skoki oceniane były w taki sam sposób, jak podczas zawodów Pucharu Świata czy Pucharu Kontynentalnego. Za osiągnięcie odległości równej punktowi konstrukcyjnemu zawodniczka otrzymywała 60 punktów. Za każdy dodatkowy metr uzyskiwała dodatkowo 2 punkty, analogicznie za każdy metr poniżej punktu K minus 2 punkty. Ponadto styl skoku i lądowania podlegał ocenie przez pięciu sędziów wybranych przez FIS, którzy mogli przyznać maksymalnie po 20 punktów. Dwie skrajne noty (najwyższa i najniższa) nie wliczane były do noty końcowej.

## Skocznie
Konkursy FIS Sommer Ladies Tournee w 2002 roku przeprowadzone zostały na trzech skoczniach narciarskich – jednej normalnej Baptist-Kitzlinger-Schanze w Breitenbergu oraz dwóch średnich: Pöhlbachschanze w Pöhli oraz Meinhardus-Schanze w Meinerzhagen.
|  | Nazwa skoczni              | Miejscowość  | Punkt K | Punkt jury | Rekord skoczni | Rekord skoczni | Rekord skoczni |
|  | -------------------------- | ------------ | ------- | ---------- | -------------- | -------------- | -------------- |
|  | Baptist-Kitzlinger-Schanze | Breitenberg  | K-75    | 82,0 m     | 82,5 m         | Yūta Watase    | 10.10.1999     |
|  | Pöhlbachschanze            | Pöhla        | K-60    | 65,0 m     | 68,5 m         | Dirk Else      | 2001           |
|  | Meinhardus-Schanze         | Meinerzhagen | K-65    | 67,0 m     | b.d.           | b.d.           | b.d.           |

## Jury
Głównymi dyrektorami konkursów w ramach FIS Sommer Ladies Tournee byli kolejno: w dwóch pierwszych konkursach – Helmut Wegscheider oraz w dwóch ostatnich – Manfred Rink. Sędzią technicznym podczas pierwszego i drugiego konkursu w Breitenbergu był Manfred Schnetzer, a jego asystentem – Josef Haugender. W zawodach na skoczni Meinhardus-Schanzen sędzią technicznym był Gerhard Wenninger, a asystował mu Manfred Bachmann.
W poniższej tabeli znajduje się zestawienie wszystkich sędziów, którzy oceniali styl skoków podczas konkursów FIS Sommer Ladies Tournee 2002 wraz z zajmowanymi przez nich miejscami na wieży sędziowskiej.
| Sędzia              | Kraj    | Stanowisko na wieży sędziowskiej | Stanowisko na wieży sędziowskiej | Stanowisko na wieży sędziowskiej | Stanowisko na wieży sędziowskiej | Stanowisko na wieży sędziowskiej |
| Sędzia              | Kraj    | Breitenberg                      | Breitenberg                      | Pöhla                            | Meinerzhagen                     | Meinerzhagen                     |
| ------------------- | ------- | -------------------------------- | -------------------------------- | -------------------------------- | -------------------------------- | -------------------------------- |
| Klaus Cramer        | Niemcy  | –                                | –                                | b.d.                             | B                                | B                                |
| Rolf Feuchtenberger | Niemcy  | C                                | C                                | b.d.                             | –                                | –                                |
| Krab Gerhard        | Austria | D                                | D                                | b.d.                             | –                                | –                                |
| Angelika Göbel      | Niemcy  | –                                | –                                | b.d.                             | D                                | D                                |
| Kirsten Groll       | Niemcy  | –                                | –                                | b.d.                             | C                                | C                                |
| Hansjörg Hermann    | Niemcy  | B                                | B                                | b.d.                             | –                                | –                                |
| Joachim Lesser      | Niemcy  | E                                | E                                | b.d.                             | –                                | –                                |
| Horst Maurer        | Niemcy  | A                                | A                                | b.d.                             | –                                | –                                |
| Albrecht Menn       | Niemcy  | –                                | –                                | b.d.                             | E                                | E                                |
| Bernhard Schön      | Niemcy  | –                                | –                                | b.d.                             | A                                | A                                |

## Podia

### Podium klasyfikacji łącznej
| Zawodniczka      | Breitenberg | Breitenberg | Breitenberg | Breitenberg | Breitenberg | Breitenberg | Pöhla  | Pöhla  | Pöhla | Meinerzhagen | Meinerzhagen | Meinerzhagen | Nota łączna | Strata |
| Zawodniczka      | Skok 1      | Skok 2      | Nota        | Skok 1      | Skok 2      | Nota        | Skok 1 | Skok 2 | Nota  | Skok 1       | Skok 2       | Nota         | Nota łączna | Strata |
| ---------------- | ----------- | ----------- | ----------- | ----------- | ----------- | ----------- | ------ | ------ | ----- | ------------ | ------------ | ------------ | ----------- | ------ |
| Daniela Iraschko | 78,0 m      | 76,0 m      | 234,3       | 76,5 m      | 78,0 m      | 233,9       | 61,0 m | 62,5 m | 236,4 | 61,5 m       | 61,0 m       | 208,5        | 913,1       | –      |
| Eva Ganster      | 77,0 m      | 73,0 m      | 227,5       | 79,0 m      | 76,0 m      | 236,0       | 60,5 m | 61,0 m | 236,1 | 61,5 m       | 61,5 m       | 213,2        | 912,8       | 0,3    |
| Jessica Jerome   | 73,5 m      | 73,0 m      | 214,3       | 80,0 m      | 78,0 m      | 237,6       | 57,5 m | 60,0 m | 221,0 | 61,5 m       | 58,5 m       | 199,9        | 872,8       | 40,3   |

### Podia konkursów indywidualnych

#### Breitenberg (31.08.2002)
| Miejsce | Imię i nazwisko  | Skok 1           | Skok 2           | Noty za styl                                                      | Nota łączna | Strata   |
| ------- | ---------------- | ---------------- | ---------------- | ----------------------------------------------------------------- | ----------- | -------- |
| 1.      | Daniela Iraschko | 78,0 m 120,6 pkt | 76,0 m 113,7 pkt | 18,0 • 17,5 • 18,0 • 18,0 • 18,0 17,0 • 17,0 • 17,0 • 17,5 • 17,5 | 234,3 pkt   | –        |
| 2.      | Eva Ganster      | 77,0 m 118,9 pkt | 73,0 m 108,6 pkt | 18,5 • 18,0 • 18,0 • 18,0 • 18,5 18,0 • 17,0 • 17,5 • 17,5 • 18,0 | 227,5 pkt   | 6,8 pkt  |
| 3.      | Jessica Jerome   | 73,5 m 108,7 pkt | 73,0 m 105,6 pkt | 16,5 • 18,0 • 17,0 • 17,5 • 17,5 17,0 • 16,5 • 17,5 • 16,5 • 16,5 | 214,3 pkt   | 20,0 pkt |

#### Breitenberg (01.09.2002)
| Miejsce | Imię i nazwisko  | Skok 1           | Skok 2           | Noty za styl                                                      | Nota łączna | Strata  |
| ------- | ---------------- | ---------------- | ---------------- | ----------------------------------------------------------------- | ----------- | ------- |
| 1.      | Jessica Jerome   | 80,0 m 119,0 pkt | 78,0 m 118,6 pkt | 16,0 • 16,0 • 16,0 • 16,0 • 16,5 17,5 • 17,5 • 17,5 • 17,0 • 17,0 | 237,6 pkt   | –       |
| 2.      | Eva Ganster      | 79,0 m 119,3 pkt | 76,0 m 116,7 pkt | 17,5 • 16,5 • 16,5 • 17,0 • 17,0 18,0 • 18,0 • 18,5 • 18,5 • 18,0 | 236,0 pkt   | 1,6 pkt |
| 3.      | Daniela Iraschko | 76,5 m 116,8 pkt | 78,0 m 117,1 pkt | 18,0 • 18,0 • 17,5 • 18,0 • 17,5 • 16,5 • 16,5 • 17,0 • 17,0      | 233,9 pkt   | 3,7 pkt |

#### Pöhla (04.09.2002)
| Miejsce | Imię i nazwisko  | Skok 1 | Skok 2 | Noty za styl | Nota łączna | Strata   |
| ------- | ---------------- | ------ | ------ | ------------ | ----------- | -------- |
| 1.      | Daniela Iraschko | 61,0 m | 62,5 m | b.d.         | 236,4 pkt   | –        |
| 2.      | Eva Ganster      | 60,5 m | 61,0 m | b.d.         | 236,1 pkt   | 0,3 pkt  |
| 3.      | Jessica Jerome   | 57,5 m | 60,0 m | b.d.         | 221,0 pkt   | 15,4 pkt |

#### Meinerzhagen (08.09.2002)
| Miejsce | Imię i nazwisko  | Skok 1           | Skok 2           | Noty za styl                                                      | Nota łączna | Strata  |
| ------- | ---------------- | ---------------- | ---------------- | ----------------------------------------------------------------- | ----------- | ------- |
| 1.      | Eva Ganster      | 61,5 m 106,6 pkt | 61,5 m 106,6 pkt | 19,0 • 18,5 • 18,0 • 18,0 • 18,5 19,0 • 19,0 • 18,0 • 18,0 • 18,0 | 213,2 pkt   | –       |
| 2.      | Anette Sagen     | 63,0 m 105,7 pkt | 63,0 m 106,7 pkt | 17,0 • 16,5 • 17,5 • 16,0 • 17,0 17,5 • 17,5 • 17,0 • 17,0 • 17,0 | 212,4 pkt   | 0,8 pkt |
| 3.      | Daniela Iraschko | 61,5 m 104,6 pkt | 61,0 m 103,9 pkt | 18,5 • 17,5 • 18,0 • 17,5 • 17,5 18,0 • 18,0 • 18,0 • 17,5 • 17,0 | 208,5 pkt   | 4,7 pkt |

### Podia konkursów drużynowych

#### Meinerzhagen (07.09.2002)
| Miejsce | Reprezentacja | Imię i nazwisko   | Skok 1 | Skok 2 | Noty za styl | Nota zawodniczki | Nota drużyny | Strata   |
| ------- | ------------- | ----------------- | ------ | ------ | ------------ | ---------------- | ------------ | -------- |
| 1.      | Austria I     | Eva Ganster       | b.d.   | b.d.   | b.d.         | 225,8 pkt        | 822,2 pkt    | –        |
| 1.      | Austria I     | Daniela Iraschko  | b.d.   | b.d.   | b.d.         | 214,4 pkt        | 822,2 pkt    | –        |
| 1.      | Austria I     | Tanja Drage       | b.d.   | b.d.   | b.d.         | 193,1 pkt        | 822,2 pkt    | –        |
| 1.      | Austria I     | Katrin Stefaner   | b.d.   | b.d.   | b.d.         | 188,9 pkt        | 822,2 pkt    | –        |
| 2.      | Norwegia      | Henriette Smeby   | b.d.   | b.d.   | b.d.         | 216,1 pkt        | 770,8 pkt    | 51,4 pkt |
| 2.      | Norwegia      | Anette Sagen      | b.d.   | b.d.   | b.d.         | 211,7 pkt        | 770,8 pkt    | 51,4 pkt |
| 2.      | Norwegia      | Line Jahr         | b.d.   | b.d.   | b.d.         | 185,7 pkt        | 770,8 pkt    | 51,4 pkt |
| 2.      | Norwegia      | Kristin Fridtun   | b.d.   | b.d.   | b.d.         | 157,3 pkt        | 770,8 pkt    | 51,4 pkt |
| 3.      | Niemcy I      | Stefanie Krieg    | b.d.   | b.d.   | b.d.         | 196,7 pkt        | 737,9 pkt    | 84,3 pkt |
| 3.      | Niemcy I      | Ulrike Gräßler    | b.d.   | b.d.   | b.d.         | 186,0 pkt        | 737,9 pkt    | 84,3 pkt |
| 3.      | Niemcy I      | Ann-Kathrin Reger | b.d.   | b.d.   | b.d.         | 184,4 pkt        | 737,9 pkt    | 84,3 pkt |
| 3.      | Niemcy I      | Heidi Roth        | b.d.   | b.d.   | b.d.         | 170,8 pkt        | 737,9 pkt    | 84,3 pkt |

## Przebieg zawodów

### Breitenberg

#### Pierwszy konkurs (indywidualny)

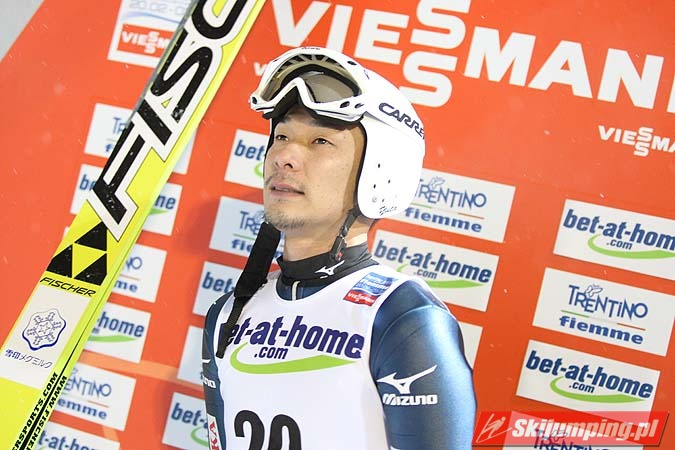
Yūta Watase – ówczesny rekordzista skoczni Baptist-Kitzlinger-Schanze (K-75) w Breitenbergu

Pierwszy z konkursów indywidualnych, przeprowadzony w ramach FIS Sommer Ladies Tournee, odbył się 31 sierpnia na obiekcie normalnym w Breitenbergu. W pierwszej serii konkursowej dwóm zawodniczkom udało się osiągnąć odległość powyżej punktu konstrukcyjnego, umieszczonego na 75. metrze. Pierwszą, która tego dokonała, była Daniela Iraschko, która skoczyła 78 metrów. Metr bliżej lądowała Eva Ganster. Oprócz wcześniej wspomnianych dwóch zawodniczek notę łączną za skok powyżej 100 punktów uzyskała Jessica Jerome. Po pierwszej serii liderką była Iraschko, przed Ganster i Jerome.
W serii finałowej odległość równą co najmniej punktowi konstrukcyjnemu skoczni uzyskała tylko jedna zawodniczka. Powyżej siedemdziesięciu metrów jako pierwsza w serii finałowej oddała, trzecia po pierwszej serii, Jessica Jerome, uzyskując 73 metry. Dzięki temu skokowi Amerykanka wyszła na prowadzenie w konkursie, przed Austriaczką Kathrin Stefaner. Taki sam rezultat osiągnęła Ganster, jednak uzyskała lepsze noty za styl, dzięki czemu utrzymała przewagę nad Amerykanką. Prowadząca po pierwszej serii Daniela Iraschko, oddała najlepszy skok drugiej serii (76,0 m), przez co utrzymała pozycję liderki, wygrywając ostatecznie w zawodach przed Ganster i Jerome.

##### Wyniki zawodów (31.08.2002)
| 1.  | Daniela Iraschko  | Austria           | 78,0 | 120,6 | 76,0 | 113,7 | 234,3 |
| 2.  | Eva Ganster       | Austria           | 77,0 | 118,9 | 73,0 | 108,6 | 227,5 |
| 3.  | Jessica Jerome    | Stany Zjednoczone | 73,5 | 108,7 | 73,0 | 105,6 | 214,3 |
| 4.  | Katrin Stefaner   | Austria           | 70,0 | 98,5  | 68,0 | 94,6  | 193,1 |
| 5.  | Magdalena Kubli   | Austria           | 70,0 | 98,5  | 67,5 | 92,5  | 191,0 |
| 6.  | Kristin Schmidt   | Niemcy            | 67,0 | 91,9  | 68,0 | 94,6  | 186,5 |
| 7.  | Angelika Kühorn   | Niemcy            | 69,0 | 95,8  | 63,5 | 79,2  | 175,0 |
| 8.  | Stefanie Krieg    | Niemcy            | 64,5 | 86,9  | 64,0 | 85,8  | 172,7 |
| 9.  | Heidi Roth        | Niemcy            | 64,0 | 80,8  | 68,0 | 91,1  | 171,9 |
| 10. | Tanja Drage       | Austria           | 62,0 | 79,9  | 63,0 | 83,6  | 163,5 |
| 11. | Rosemarie Wenk    | Szwajcaria        | 63,5 | 79,7  | 62,5 | 77,5  | 157,2 |
| 12. | Brigit Tuss       | Niemcy            | 62,0 | 78,4  | 61,0 | 76,2  | 154,6 |
| 13. | Verena Floss      | Austria           | 61,5 | 72,8  | 64,0 | 79,8  | 152,6 |
| 14. | Ulrike Gräßler    | Niemcy            | 60,0 | 69,0  | 63,5 | 79,7  | 148,7 |
| 15. | Nicole Hauer      | Niemcy            | 60,0 | 75,0  | 58,0 | 69,6  | 144,6 |
| 16. | Alissa Johnson    | Stany Zjednoczone | 58,0 | 64,6  | 61,0 | 72,7  | 137,3 |
| 17. | Katrin Schmidt    | Niemcy            | 56,0 | 61,2  | 60,5 | 74,1  | 135,3 |
| 18. | Carina Hils       | Niemcy            | 56,0 | 65,7  | 55,5 | 63,6  | 129,3 |
| 19. | Kerstin Mörtl     | Austria           | 58,0 | 69,6  | 54,0 | 58,8  | 128,4 |
| 20. | Andrea Temme      | Niemcy            | 57,0 | 66,4  | 59,0 | 50,3  | 116,7 |
| 21. | Eva Bagdaschwilli | Niemcy            | 46,0 | 35,7  | 43,0 | 29,6  | 65,3  |

#### Drugi konkurs (indywidualny)

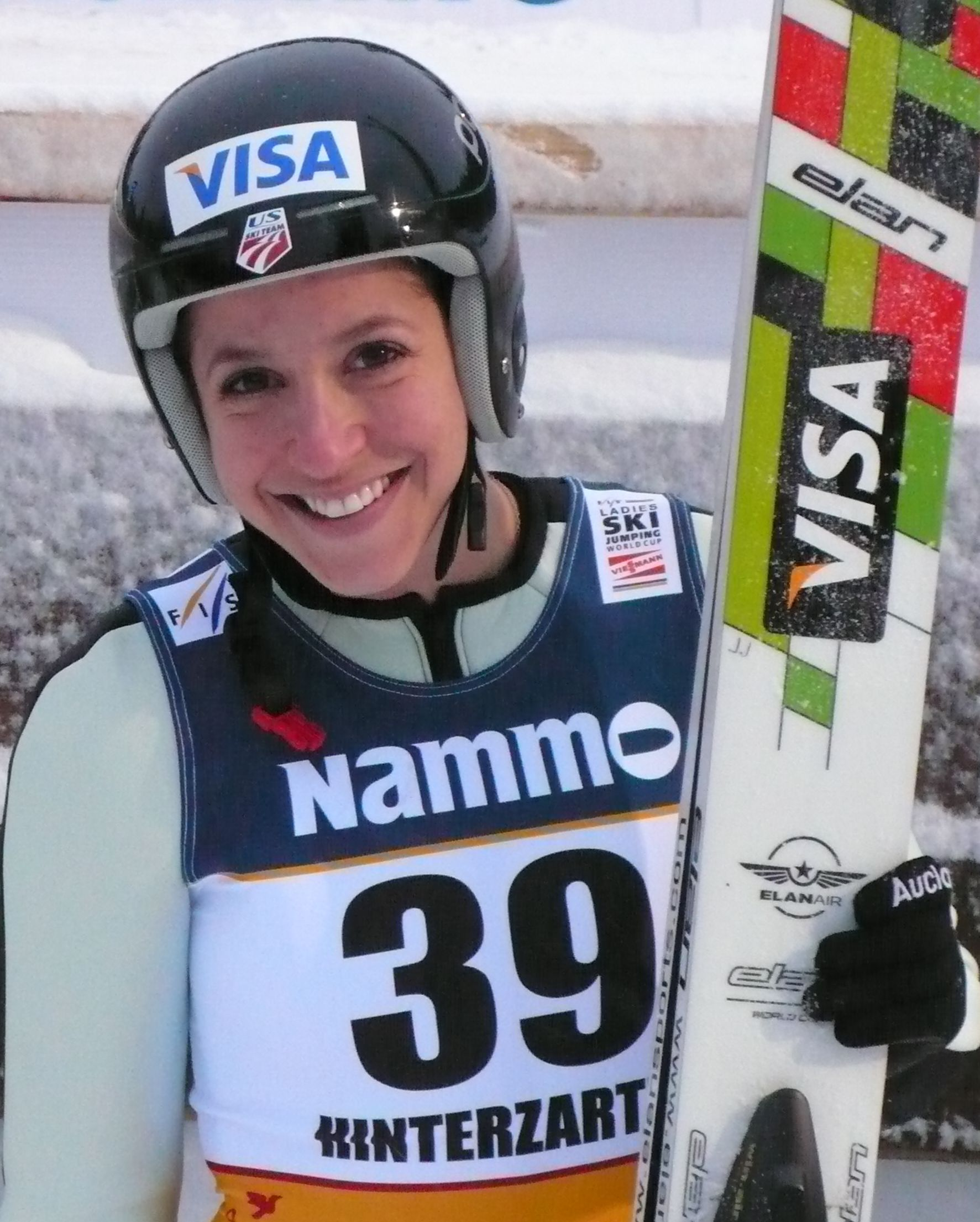
Jessica Jerome – zwyciężczyni drugich zmagań indywidualnych z Breitenbergu, trzecia zawodniczka pierwszego indywidualnego konkursu w Breitenbergu i Pöhli, oraz trzecia zawodniczka klasyfikacji generalnej

Drugiego dnia zawodów w Breitenbergu przeprowadzony został drugi indywidualny konkurs FSLT, ponownie na skoczni Baptist-Kitzlinger-Schanze (K-75). W pierwszej serii trzy zawodniczki – Jessica Jerome, Eva Ganster i Daniela Iraschko, uzyskały odległość powyżej punktu konstrukcyjnego. Amerykanka skoczyła 80 metrów, czyli o metr dalej niż Eva Ganster i dwa metry bliżej niż rekord skoczni.  Ganster uzyskała w swoim skoku lepsze noty za styl niż Jerome, dzięki czemu reprezentantka klubu SC Kitzbüheler po pierwszej serii objęła pozycję liderki z przewagą 0,3 punktu przed Amerykanką i 2,2 punktu nad Iraschko.
W serii finałowej, podobnie jak w pierwszej, trzem zawodniczkom – Danieli Iraschko i Jessice Jerome (obie 78,0 m) oraz Evie Ganster (76,0 m), udało się uzyskać odległość powyżej punktu konstrukcyjnego. Reprezentantka Austrii, Eva Ganster, uzyskała trzecią notę drugiej serii, dzięki czemu druga po pierwszej serii Amerykanka awansowała na pierwsze miejsce w klasyfikacji łącznej konkursu. Trzecia po pierwszej serii Iraschko uzyskała druga notę drugiej serii i utrzymała trzecie miejsce w klasyfikacji końcowej. Wygrała Jerome z przewagą 1,6 punktu nad Ganster.

##### Wyniki zawodów (01.09.2002)
| 1.  | Jessica Jerome    | Stany Zjednoczone | 80,0 | 119,0 | 78,0 | 118,6 | 237,6 |
| 2.  | Eva Ganster       | Austria           | 79,0 | 119,3 | 76,0 | 116,7 | 236,0 |
| 3.  | Daniela Iraschko  | Austria           | 76,5 | 116,8 | 78,0 | 117,1 | 233,9 |
| 4.  | Katrin Stefaner   | Austria           | 72,5 | 106,0 | 65,0 | 89,0  | 195,0 |
| 5.  | Heidi Roth        | Niemcy            | 69,0 | 94,3  | 66,0 | 90,2  | 184,5 |
| 6.  | Angelika Kühorn   | Niemcy            | 69,5 | 94,9  | 66,5 | 88,3  | 183,2 |
| 7.  | Stefanie Krieg    | Niemcy            | 66,0 | 91,2  | 65,0 | 89,0  | 180,2 |
| 8.  | Tanja Drage       | Austria           | 65,0 | 89,0  | 65,5 | 89,6  | 178,6 |
| 9.  | Kristin Schmidt   | Niemcy            | 68,0 | 92,6  | 64,0 | 84,8  | 177,4 |
| 10. | Magdalena Kubli   | Austria           | 67,5 | 94,0  | 63,0 | 83,1  | 177,1 |
| 11. | Rosemarie Wenk    | Szwajcaria        | 64,0 | 84,3  | 62,5 | 82,0  | 166,3 |
| 12. | Ulrike Gräßler    | Niemcy            | 64,0 | 85,3  | 63,5 | 80,7  | 166,0 |
| 13. | Verena Floss      | Austria           | 65,0 | 83,0  | 63,0 | 80,6  | 163,6 |
| 14. | Kerstin Mörtl     | Austria           | 65,0 | 87,5  | 59,0 | 71,8  | 159,3 |
| 15. | Brigit Tuss       | Niemcy            | 64,0 | 83,8  | 60,0 | 74,5  | 158,3 |
| 16. | Nicole Hauer      | Niemcy            | 60,0 | 76,0  | 57,0 | 67,4  | 143,4 |
| 17. | Katrin Schmidt    | Niemcy            | 59,0 | 72,3  | 55,0 | 62,5  | 134,8 |
| 18. | Alissa Johnson    | Stany Zjednoczone | 60,0 | 72,0  | 56,0 | 61,7  | 133,7 |
| 19. | Carina Hils       | Niemcy            | 57,5 | 68,5  | 50,0 | 50,5  | 119,0 |
| 20. | Andrea Temme      | Niemcy            | 58,0 | 69,1  | 49,0 | 46,8  | 115,9 |
| 21. | Eva Bagdaschwilli | Niemcy            | 43,0 | 29,6  | 40,0 | 21,0  | 50,6  |

### Pöhla

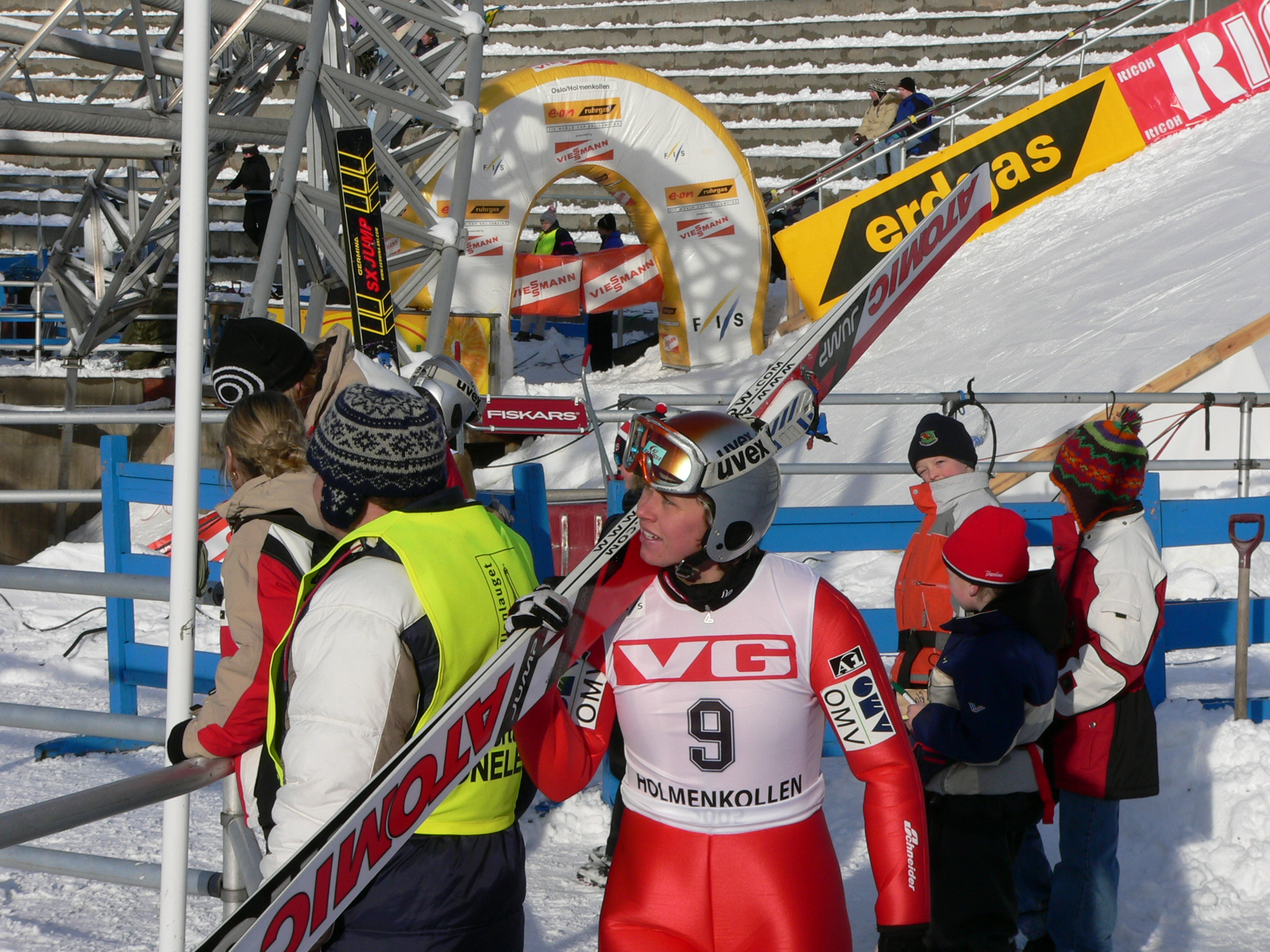
Eva Ganster – zwyciężczyni konkursu indywidualnego i drużynowego w Meinerzhagen, druga zawodniczka zmagań w dwóch konkursach w Breitenbergu oraz w Pöhli, druga zawodniczka klasyfikacji generalnej

Trzy dni po konkursie w Breitenbergu przeprowadzony został trzeci konkurs FSLT, tym razem na skoczni Pöhlbachschanze (K-60) w Pöhli. W pierwszej serii dwóm zawodniczkom udało się uzyskać odległość powyżej punktu konstrukcyjnego. Najdalej skoczyła Daniela Iraschko (61,0 m). Drugą odległość serii uzyskała Eva Ganster (60,5 m), trzecią natomiast Jessica Jerome (57,5 m).
W serii finałowej wystartowało piętnaście zawodniczek, spośród których sześć osiągnęło odległość 55-metrową, natomiast trzy osiągnęły odległość równą bądź większą niż punkt konstrukcyjny. Pierwszą, która tego dokonała, była Jessica Jerome, która uzyskała równo 60 metrów. Rezultat ten został poprawiony przez Austriaczkę Evę Ganster (61,0 m). Daniela Iraschko, która w pierwszej serii uzyskała najdalszą odległość, także i w drugiej serii oddała najdalszy skok, który był także najlepszy w całym konkursie (62,5 m), dzięki czemu wygrała konkurs z przewagą 0,3 punktu nad Ganster. Trzecia była Amerykanka Jerome.

#### Wyniki zawodów (04.09.2002)
| 1.  | Daniela Iraschko           | Austria           | 61,0 | 62,5 | 236,4 |
| 2.  | Eva Ganster                | Austria           | 60,5 | 61,0 | 236,1 |
| 3.  | Jessica Jerome             | Stany Zjednoczone | 57,5 | 60,0 | 221,0 |
| 4.  | Tanja Drage                | Austria           | 54,5 | 56,5 | 198,9 |
| 5.  | Stefanie Krieg             | Niemcy            | 54,0 | 56,0 | 194,5 |
| 6.  | Kristin Schmidt            | Niemcy            | 56,0 | 53,5 | 192,8 |
| 7.  | Katrin Stefaner            | Austria           | 55,0 | 55,0 | 192,5 |
| 8.  | Nicole Hauer               | Niemcy            | 52,0 | 53,0 | 176,0 |
| 9.  | Alissa Johnson             | Stany Zjednoczone | 52,0 | 54,0 | 175,9 |
| 10. | Verena Floss               | Austria           | 52,5 | 54,5 | 175,8 |
| 11. | Kerstin Mörtl              | Austria           | 52,0 | 52,0 | 170,1 |
| 12. | Magdalena Kubli            | Austria           | 50,5 | 54,0 | 169,3 |
| 13. | Ulrike Gräßler             | Niemcy            | 49,0 | 53,0 | 162,3 |
| 14. | Jacqueline Seifriedsberger | Austria           | 50,5 | 49,5 | 156,5 |
| 15. | Rosemarie Wenk             | Szwajcaria        | 48,5 | 49,5 | 151,7 |

### Meinerzhagen

#### Pierwszy konkurs (drużynowy)

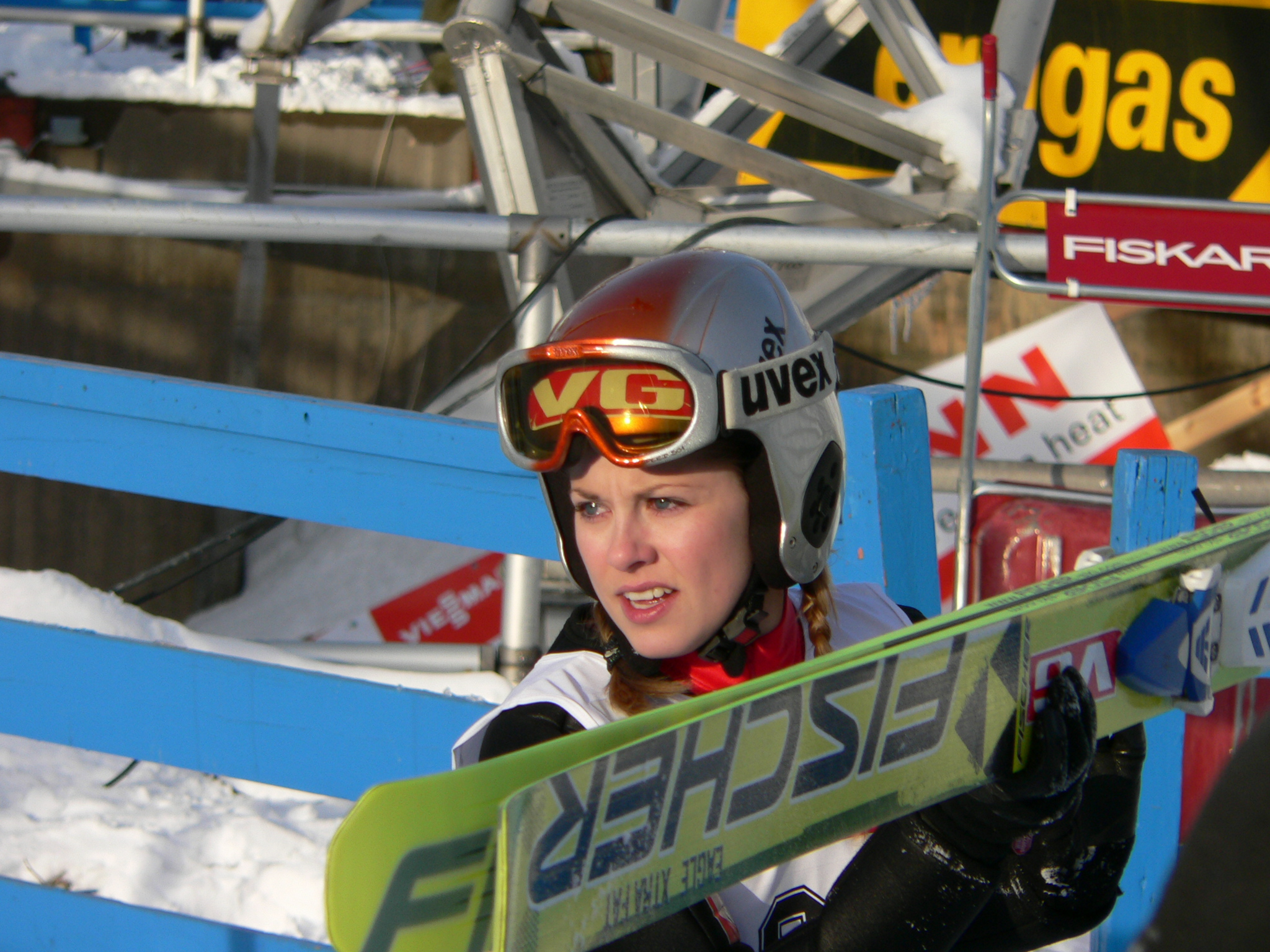
Anette Sagen – druga zawodniczka konkursów w Meinerzhagen, drużynowego i indywidualnego

Czwartą konkurencją drugiej edycji FIS Sommer Ladies Tournee były zawody drużynowe na skoczni średniej w Meinerzhagen, które odbyły się 7 września. W konkursie wystartowało jedenaście drużyn – dziewięć reprezentacji narodowych i dwie drużyny mieszane. Wśród zawodniczek skaczących w pierwszej grupie najlepszą notę uzyskała reprezentantka pierwszego zespołu Austrii Eva Ganster, która uzyskała notę o 9,7 punktu lepszą niż Norweżka Henriette Smeby i o 29,1 niż Niemka Stefanie Krieg. W drugiej grupie zawodniczek, podobnie jak w pierwszej, najlepsza okazała się reprezentantka Austrii, którą tym razem była Daniela Iraschko, przed Norweżką Sagen i Niemką Gräßler. Również w trzeciej i czwartej kolejce skoków wygrywała Austriaczka, przed Norweżką i Niemką. Na pierwszym miejscu uplasowała się pierwsza reprezentacja Austrii w składzie: Eva Ganster, Daniela Iraschko, Tanja Drage i Katrin Stefaner, z przewagą 51,4 punktu nad Norweżkami (Henriette Smeby, Anette Sagen, Line Jahr, Kristin Fridtun) i 84,3 nad pierwszą reprezentacją Niemiec (Stefanie Krieg, Ulrike Gräßler, Ann-Kathrin Reger, Heidi Roth).
Reprezentacja Niemiec wystawiła do startu cztery, a Austrii dwa zespoły.

##### Wyniki zawodów (07.09.2002)
| Miejsce         | Reprezentacja                                                | Zawodniczka                | Nota zawodniczki | Nota zespołu |    |           |                  |       |       |
| --------------- | ------------------------------------------------------------ | -------------------------- | ---------------- | ------------ | -- | --------- | ---------------- | ----- | ----- |
| Miejsce         | Reprezentacja                                                | Zawodniczka                | Nota zawodniczki | Nota zespołu | 1. | Austria I | Eva Ganster      | 225,8 | 822,2 |
| Miejsce         | Reprezentacja                                                | Zawodniczka                | Nota zawodniczki | Nota zespołu | 1. | Austria I | Daniela Iraschko | 214,4 | 822,2 |
| Miejsce         | Reprezentacja                                                | Zawodniczka                | Nota zawodniczki | Nota zespołu | 1. | Austria I | Tanja Drage      | 193,1 | 822,2 |
| Katrin Stefaner | 188,9                                                        |                            |                  |              | 1. | Austria I |                  |       | 822,2 |
| 2.              | Norwegia                                                     | Henriette Smeby            | 216,1            | 770,8        |    |           |                  |       |       |
| 2.              | Norwegia                                                     | Anette Sagen               | 211,7            | 770,8        |    |           |                  |       |       |
| 2.              | Norwegia                                                     | Line Jahr                  | 185,7            | 770,8        |    |           |                  |       |       |
| 2.              | Norwegia                                                     | Kristin Fridtun            | 157,3            | 770,8        |    |           |                  |       |       |
| 3.              | Niemcy I                                                     | Stefanie Krieg             | 196,7            | 737,9        |    |           |                  |       |       |
| 3.              | Niemcy I                                                     | Ulrike Gräßler             | 186,0            | 737,9        |    |           |                  |       |       |
| 3.              | Niemcy I                                                     | Ann-Kathrin Reger          | 184,4            | 737,9        |    |           |                  |       |       |
| 3.              | Niemcy I                                                     | Heidi Roth                 | 170,8            | 737,9        |    |           |                  |       |       |
| 4.              | Niemcy II                                                    | Andrea Temme               | 184,1            | 642,9        |    |           |                  |       |       |
| 4.              | Niemcy II                                                    | Kristin Schmidt            | 167,4            | 642,9        |    |           |                  |       |       |
| 4.              | Niemcy II                                                    | Angelika Kühorn            | 156,0            | 642,9        |    |           |                  |       |       |
| 4.              | Niemcy II                                                    | Michaela Schmidt           | 135,4            | 642,9        |    |           |                  |       |       |
| 5.              | Francja                                                      | Lydie Bernard              | 176,6            | 636,7        |    |           |                  |       |       |
| 5.              | Francja                                                      | Camille Lizon Au Crie      | 164,1            | 636,7        |    |           |                  |       |       |
| 5.              | Francja                                                      | Virginie Reynaud           | 152,9            | 636,7        |    |           |                  |       |       |
| 5.              | Francja                                                      | Amélie Andre               | 143,1            | 636,7        |    |           |                  |       |       |
| 6.              | Drużyna mieszana I (Stany Zjednoczone, Szwajcaria, Norwegia) | Jessica Jerome             | 186,9            | 634,2        |    |           |                  |       |       |
| 6.              | Drużyna mieszana I (Stany Zjednoczone, Szwajcaria, Norwegia) | Rosemarie Wenk             | 164,4            | 634,2        |    |           |                  |       |       |
| 6.              | Drużyna mieszana I (Stany Zjednoczone, Szwajcaria, Norwegia) | Alissa Johnson             | 150,8            | 634,2        |    |           |                  |       |       |
| 6.              | Drużyna mieszana I (Stany Zjednoczone, Szwajcaria, Norwegia) | Stine Lobben               | 132,1            | 634,2        |    |           |                  |       |       |
| 7.              | Austria II                                                   | Magdalena Kubli            | 172,7            | 610,7        |    |           |                  |       |       |
| 7.              | Austria II                                                   | Kerstin Mörtl              | 154,8            | 610,7        |    |           |                  |       |       |
| 7.              | Austria II                                                   | Verena Floss               | 150,0            | 610,7        |    |           |                  |       |       |
| 7.              | Austria II                                                   | Jacqueline Seifriedsberger | 133,2            | 610,7        |    |           |                  |       |       |
| 8.              | Słowenia                                                     | Monika Pogladič            | 159,3            | 604,6        |    |           |                  |       |       |
| 8.              | Słowenia                                                     | Tamara Kancilja            | 153,5            | 604,6        |    |           |                  |       |       |
| 8.              | Słowenia                                                     | Tanja Volčjak              | 146,9            | 604,6        |    |           |                  |       |       |
| 8.              | Słowenia                                                     | Urša Rozman                | 144,9            | 604,6        |    |           |                  |       |       |
| 9.              | Niemcy III                                                   | Juliane Seyfarth           | 167,9            | 580,0        |    |           |                  |       |       |
| 9.              | Niemcy III                                                   | Anna Häfele                | 159,3            | 580,0        |    |           |                  |       |       |
| 9.              | Niemcy III                                                   | Nicole Hauer               | 132,2            | 580,0        |    |           |                  |       |       |
| 9.              | Niemcy III                                                   | Brigit Tuss                | 120,6            | 580,0        |    |           |                  |       |       |
| 10.             | Drużyna mieszana II (Niemcy, Słowenia, Holandia)             | Carina Hils                | 122,9            | 397,3        |    |           |                  |       |       |
| 10.             | Drużyna mieszana II (Niemcy, Słowenia, Holandia)             | Maja Vtič                  | 112,5            | 397,3        |    |           |                  |       |       |
| 10.             | Drużyna mieszana II (Niemcy, Słowenia, Holandia)             | Sabine Heinzmann           | 109,9            | 397,3        |    |           |                  |       |       |
| 10.             | Drużyna mieszana II (Niemcy, Słowenia, Holandia)             | Malinde Boland             | 52,0             | 397,3        |    |           |                  |       |       |
| 11.             | Niemcy IV                                                    | Eva Bagdaschwilli          | 98,8             | 364,1        |    |           |                  |       |       |
| 11.             | Niemcy IV                                                    | Karen Temme                | 98,3             | 364,1        |    |           |                  |       |       |
| 11.             | Niemcy IV                                                    | Franziska Nebel            | 93,5             | 364,1        |    |           |                  |       |       |
| 11.             | Niemcy IV                                                    | Britta Zieske              | 73,5             | 364,1        |    |           |                  |       |       |

#### Drugi konkurs (indywidualny)

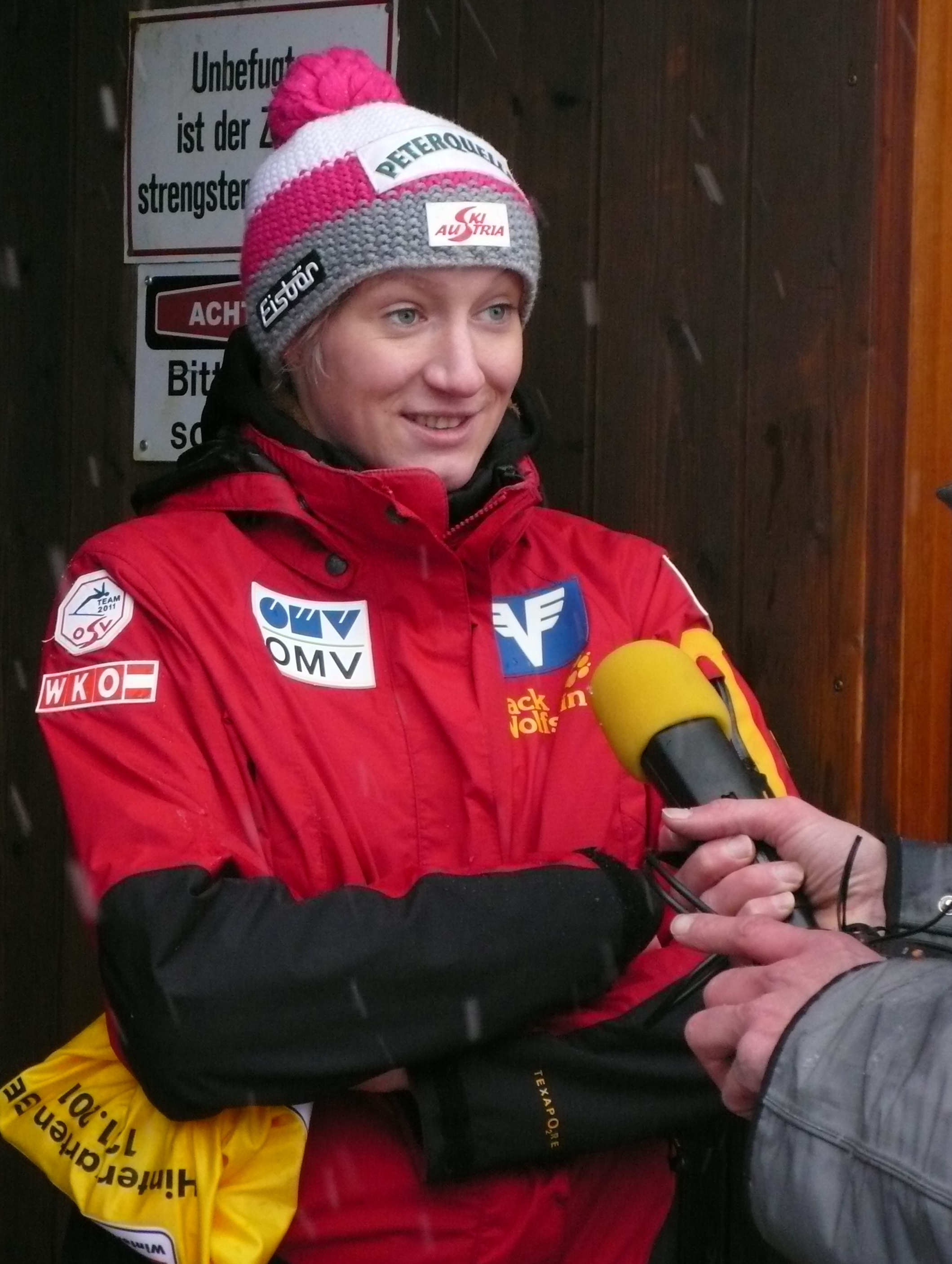
Daniela Iraschko – zwyciężczyni pierwszych zawodów indywidualnych w Breitenbergu i Pöhli, oraz konkursu drużynowego, trzecia zawodniczka drugich zawodów w Breitenbergu i kończących w Meinerzhagen, zwyciężczyni klasyfikacji generalnej drugiej edycji FIS Sommer Ladies Tournee

Ostatni z konkursów indywidualnych przeprowadzony w ramach FIS Sommer Ladies Tournee 2002 odbył się na obiekcie średnim w Meinerzhagen. W pierwszej serii konkursowej żadnej zawodniczce nie udało się osiągnąć punktu konstrukcyjnego, umieszczonego na 65. metrze. Najbliżej tego była Anette Sagen, która skoczyła 63 metry. Pół metra bliżej lądowała Jessica Jerome, jednak uzyskała o 0,5 punktu lepsze noty za styl. Dzięki temu Amerykanka traciła po pierwszej serii 0,7 punktu do Norweżki. Trzecią odległość pierwszej serii uzyskały Austriaczki Daniela Iraschko i Eva Ganster. Obie dostały lepsze noty za styl niż wcześniej wymienione zawodniczki, dzięki czemu po pierwszej serii liderką była Ganster (106,6 pkt), na drugim miejscu uplasowała się Anette Sagen (105,7 pkt), na trzecim Jessica Jerome (105,0 pkt), a czwarta była Iraschko (104,6 pkt).
Jako pierwsza w serii finałowej ponad 60-metrowy skok oddała Daniela Iraschko, która uzyskała 61 metrów. Trzecia po pierwszej serii Jessica Jerome skoczyła o 2,5 metra krócej, przez co spadła w klasyfikacji za Iraschko. Jako następna na belce startowej usiadła Anette Sagen (63,0 m) i objęła prowadzenie w konkursie z 3,9 punktu przewagi nad Austriaczką. Skacząca jako ostatnia Ganster wyrównała swój rezultat z pierwszej serii (61,5 m). Podobnie jak w pierwszej serii, dostała lepsze noty od Sagen i wygrała cały konkurs z 0,8 punktu przewagi nad Norweżką i 4,7 nad Iraschko.
W ramach zawodów rozegrano także mistrzostwa Niemiec w skokach narciarskich. Mistrzynią kraju została Ann-Kathrin Reger (5. w konkursie), srebrny medal wywalczyła Stefanie Krieg (7.), a na najniższym stopniu podium stanęła Andrea Temme (10.).

##### Wyniki zawodów (08.09.2002)
| 1.  | Eva Ganster                | Austria           | 61,5 | 106,6 | 61,5 | 106,6 | 213,2 |
| 2.  | Anette Sagen               | Norwegia          | 63,0 | 105,7 | 63,0 | 106,7 | 212,4 |
| 3.  | Daniela Iraschko           | Austria           | 61,5 | 104,6 | 61,0 | 103,9 | 208,5 |
| 4.  | Jessica Jerome             | Stany Zjednoczone | 62,5 | 105,0 | 58,5 | 94,9  | 199,9 |
| 5.  | Ann-Kathrin Reger          | Niemcy            | 60,5 | 100,2 | 59,5 | 99,3  | 199,5 |
| 6.  | Henriette Smeby            | Norwegia          | 53,0 | 82,2  | 55,0 | 87,5  | 169,7 |
| 7.  | Stefanie Krieg             | Niemcy            | 54,0 | 83,1  | 54,0 | 83,6  | 166,7 |
| 8.  | Magdalena Kubli            | Austria           | 54,5 | 85,3  | 53,0 | 80,2  | 165,5 |
| 9.  | Virginie Reynaud           | Francja           | 52,5 | 80,5  | 53,0 | 81,2  | 161,7 |
| 10. | Andrea Temme               | Niemcy            | 52,5 | 78,5  | 54,0 | 83,1  | 161,6 |
| 11. | Rosemarie Wenk             | Szwajcaria        | 54,0 | 81,1  | 53,0 | 77,7  | 158,8 |
| 12. | Angelika Kühorn            | Niemcy            | 52,0 | 77,8  | 52,0 | 76,8  | 154,6 |
| 13. | Tamara Kancilja            | Słowenia          | 52,0 | 78,3  | 53,0 | 76,2  | 154,5 |
| 14. | Katrin Stefaner            | Austria           | 52,0 | 76,8  | 52,0 | 77,3  | 154,1 |
| 15. | Monika Pogladič            | Słowenia          | 53,0 | 77,7  | 52,5 | 75,5  | 153,2 |
| 16. | Line Jahr                  | Norwegia          | 50,0 | 73,5  | 52,0 | 76,8  | 150,3 |
| 17. | Ulrike Gräßler             | Niemcy            | 53,0 | 77,7  | 51,0 | 71,4  | 149,1 |
| 18. | Kristin Schmidt            | Niemcy            | 52,0 | 77,8  | 50,5 | 69,2  | 147,0 |
| 19. | Juliane Seyfarth           | Niemcy            | 53,0 | 76,7  | 49,0 | 70,1  | 146,8 |
| 20. | Tanja Drage                | Austria           | 48,0 | 65,7  | 53,0 | 80,2  | 145,9 |
| 21. | Verena Floss               | Austria           | 53,0 | 76,7  | 50,5 | 68,7  | 145,4 |
| 22. | Kerstin Mörtl              | Austria           | 50,0 | 72,0  | 50,0 | 72,0  | 144,0 |
| 23. | Michaela Schmidt           | Niemcy            | 50,5 | 74,7  | 47,5 | 65,5  | 140,2 |
| 24. | Alissa Johnson             | Stany Zjednoczone | 50,5 | 70,2  | 50,0 | 69,0  | 139,2 |
| 25. | Heidi Roth                 | Niemcy            | 48,0 | 62,2  | 53,5 | 76,9  | 139,1 |
| 26. | Tanja Volčjak              | Słowenia          | 47,5 | 66,0  | 49,0 | 70,1  | 136,1 |
| 27. | Maja Vtič                  | Słowenia          | 49,0 | 69,6  | 48,0 | 66,2  | 135,8 |
| 28. | Lydie Bernard              | Francja           | 48,0 | 67,2  | 48,0 | 67,2  | 134,4 |
| 29. | Nicole Hauer               | Niemcy            | 48,0 | 63,3  | 48,5 | 67,4  | 130,7 |
| 30. | Anna Häfele                | Niemcy            | 45,0 | 59,0  | 49,5 | 70,8  | 129,8 |
| 31. | Camille Lizon Au Crie      | Francja           | 49,5 | 67,8  | 47,0 | 59,8  | 127,6 |
| 32. | Kristin Fridtun            | Norwegia          | 45,0 | 55,0  | 46,5 | 59,6  | 114,6 |
| 33. | Amélie Andre               | Francja           | 42,0 | 47,3  | 49,5 | 66,8  | 114,1 |
| 34. | Urša Rozman                | Słowenia          | 46,5 | 62,1  | 42,0 | 51,8  | 113,9 |
| 35. | Brigit Tuss                | Niemcy            | 48,0 | 66,2  | 41,0 | 44,9  | 111,1 |
| 36. | Jacqueline Seifriedsberger | Austria           | 44,0 | 55,1  | 43,0 | 49,7  | 104,8 |
| 37. | Jasmin Hentschel           | Niemcy            | 44,0 | 53,6  | 43,0 | 50,7  | 104,3 |
| 38. | Carina Hils                | Niemcy            | 40,0 | 47,0  | 40,0 | 47,0  | 94,0  |
| 39. | Stine Lobben               | Norwegia          | 40,5 | 43,7  | 41,0 | 43,9  | 87,6  |
| 40. | Sabine Heinzmann           | Niemcy            | 40,0 | 45,0  | 39,5 | 38,3  | 83,3  |
| 41. | Karen Temme                | Niemcy            | 39,0 | 37,1  | 39,0 | 37,6  | 74,7  |
| 42. | Franziska Nebel            | Niemcy            | 37,5 | 33,5  | 38,0 | 35,7  | 69,2  |
| 43. | Britta Zieske              | Niemcy            | 36,0 | 31,4  | 36,0 | 34,9  | 66,3  |
| 44. | Eva Bagdaschwilli          | Niemcy            | 37,0 | 32,3  | 37,0 | 32,8  | 65,1  |
| 45. | Melinde Boland             | Holandia          | 32,5 | 19,5  | 33,0 | 21,7  | 41,2  |

## Klasyfikacja generalna turnieju
Poniżej znajduje się końcowa klasyfikacja FIS Sommer Ladies Tournee 2002, na którą składały się wyniki czterech konkursów indywidualnych. Łącznie w tej edycji FIS Sommer Ladies Tournee sklasyfikowanych zostało 46 zawodniczek z ośmiu państw.
| Miejsce | Zawodniczka                | Breitenberg | Breitenberg | Pöhla      | Meinerzhagen | Punkty | Strata do liderki |
| ------- | -------------------------- | ----------- | ----------- | ---------- | ------------ | ------ | ----------------- |
| 01.     | Daniela Iraschko           | 234,3 (1)   | 233,9 (3)   | 236,4 (1)  | 208,5 (3)    | 913,1  | 0–                |
| 02.     | Eva Ganster                | 227,5 (2)   | 236,0 (2)   | 236,1 (2)  | 213,2 (1)    | 912,8  | 00,3              |
| 03.     | Jessica Jerome             | 214,3 (3)   | 237,6 (1)   | 221,0 (3)  | 199,9 (4)    | 872,8  | 040,3             |
| 04.     | Katrin Stefaner            | 193,1 (4)   | 195,0 (4)   | 192,5 (7)  | 154,1 (14)   | 734,7  | 178,4             |
| 05.     | Stefanie Krieg             | 172,7 (8)   | 180,2 (7)   | 194,5 (5)  | 166,7 (7)    | 714,1  | 199,0             |
| 06.     | Kristin Schmidt            | 186,5 (6)   | 177,4 (9)   | 192,8 (6)  | 147,0 (18)   | 703,7  | 209,4             |
| 07.     | Magdalena Kubli            | 191,0 (5)   | 177,1 (10)  | 169,3 (12) | 165,5 (8)    | 702,9  | 210,2             |
| 08.     | Tanja Drage                | 163,5 (10)  | 178,6 (8)   | 198,9 (4)  | 145,9 (20)   | 686,9  | 226,2             |
| 09.     | Verena Floss               | 152,6 (13)  | 163,6 (13)  | 175,8 (10) | 145,4 (21)   | 637,4  | 275,7             |
| 10.     | Rosemarie Wenk             | 157,2 (11)  | 166,3 (11)  | 151,7 (15) | 158,8 (11)   | 634,0  | 279,1             |
| 11.     | Ulrike Gräßler             | 148,7 (14)  | 166,0 (12)  | 162,3 (13) | 149,1 (17)   | 626,1  | 287,0             |
| 12.     | Kerstin Mörtl              | 128,4 (19)  | 159,3 (14)  | 170,1 (11) | 144,0 (22)   | 601,8  | 311,3             |
| 13.     | Nicole Hauer               | 144,6 (15)  | 143,4 (16)  | 176,0 (8)  | 130,7 (29)   | 594,7  | 318,4             |
| 14.     | Alissa Johnson             | 137,3 (16)  | 133,7 (18)  | 175,9 (9)  | 139,2 (24)   | 586,1  | 327,0             |
| 15.     | Angelika Kühorn            | 175,0 (7)   | 183,2 (6)   |            | 154,6 (12)   | 512,8  | 400,3             |
| 16.     | Heidi Roth                 | 171,9 (9)   | 184,5 (5)   |            | 139,1 (25)   | 495,5  | 417,6             |
| 17.     | Brigit Tuss                | 154,6 (12)  | 158,3 (15)  |            | 111,1 (35)   | 424,0  | 489,1             |
| 18.     | Andrea Temme               | 116,7 (20)  | 115,9 (20)  |            | 161,6 (10)   | 394,2  | 518,9             |
| 19.     | Carina Hils                | 129,3 (18)  | 119,0 (19)  |            | 094,0 (38)   | 342,3  | 570,8             |
| 20.     | Katrin Schmidt             | 135,3 (17)  | 134,8 (17)  |            |              | 270,1  | 643,0             |
| 21.     | Jacqueline Seifriedsberger |             |             | 156,5 (14) | 104,8 (36)   | 261,3  | 651,8             |
| 22.     | Anette Sagen               |             |             |            | 212,4 (2)    | 212,4  | 700,7             |
| 23.     | Ann-Kathrin Reger          |             |             |            | 199,5 (5)    | 199,5  | 713,6             |
| 24.     | Eva Bagdaschwilli          | 065,3 (21)  | 050,6 (21)  |            | 065,1 (44)   | 181,0  | 732,1             |
| 25.     | Henriette Smeby            |             |             |            | 169,7 (6)    | 169,7  | 743,4             |
| 26.     | Virginie Reynaud           |             |             |            | 161,7 (9)    | 161,7  | 751,4             |
| 27.     | Tamara Kancilja            |             |             |            | 154,5 (13)   | 154,5  | 758,6             |
| 28.     | Monika Pogladič            |             |             |            | 153,2 (15)   | 153,2  | 759,9             |
| 29.     | Line Jahr                  |             |             |            | 150,3 (16)   | 150,3  | 762,8             |
| 30.     | Juliane Seyfarth           |             |             |            | 146,8 (19)   | 146,8  | 766,3             |
| 31.     | Michaela Schmidt           |             |             |            | 140,2 (23)   | 140,2  | 772,9             |
| 32.     | Tanja Volčjak              |             |             |            | 136,1 (26)   | 136,1  | 777,0             |
| 33.     | Maja Vtič                  |             |             |            | 135,8 (27)   | 135,8  | 777,3             |
| 34.     | Lydie Bernard              |             |             |            | 134,4 (28)   | 134,4  | 778,7             |
| 35.     | Anna Häfele                |             |             |            | 129,8 (30)   | 129,8  | 783,3             |
| 36.     | Camille Lizon Au Crie      |             |             |            | 127,6 (31)   | 127,6  | 785,5             |
| 37.     | Kristin Fridtun            |             |             |            | 114,6 (32)   | 114,6  | 798,5             |
| 38.     | Amélie Andre               |             |             |            | 114,1 (33)   | 114,1  | 799,0             |
| 39.     | Urša Rozman                |             |             |            | 113,9 (34)   | 113,9  | 799,2             |
| 40.     | Jasmin Hentschel           |             |             |            | 104,3 (37)   | 104,3  | 808,8             |
| 41.     | Stine Lobben               |             |             |            | 087,6 (39)   | 087,6  | 825,5             |
| 42.     | Sabine Heinzmann           |             |             |            | 083,3 (40)   | 083,3  | 829,8             |
| 43.     | Karen Temme                |             |             |            | 074,7 (41)   | 074,7  | 838,4             |
| 44.     | Franziska Nebel            |             |             |            | 069,2 (42)   | 069,2  | 843,9             |
| 45.     | Britta Zieske              |             |             |            | 066,3 (43)   | 066,3  | 846,8             |
| 46.     | Melinde Boland             |             |             |            | 041,2 (45)   | 041,2  | 871,9             |

## Składy reprezentacji
Poniższa tabela zawiera składy wszystkich ośmiu reprezentacji, które uczestniczyły w FIS Sommer Ladies Tournee 2002. W nawiasie obok nazwy kraju podana została liczba zawodniczek z poszczególnych państw. W tabeli przedstawiono wyniki zajmowane przez zawodniczki we wszystkich konkursach oraz miejsca w poprzedniej edycji turnieju.
| Zawodniczka                | Data urodzenia       | Miejsce w FSLT 2001 | Starty w FSLT 2002 | Starty w FSLT 2002 | Starty w FSLT 2002 | Starty w FSLT 2002 | Źródło |
| Zawodniczka                | Data urodzenia       | Miejsce w FSLT 2001 | Breitenberg        | Breitenberg        | Pöhla              | Meinerzhagen       | Źródło |
| -------------------------- | -------------------- | ------------------- | ------------------ | ------------------ | ------------------ | ------------------ | ------ |
| Austria (8)                |                      |                     |                    |                    |                    |                    |        |
| Tanja Drage                | 19 listopada 1987    | 33                  | 10                 | 8                  | 4                  | 20                 | [ 26 ] |
| Verena Floss               | 5 kwietnia 1986      | 30                  | 13                 | 13                 | 10                 | 21                 | [ 27 ] |
| Eva Ganster                | 30 marca 1978        | 2                   | 2                  | 2                  | 2                  | 1                  | [ 28 ] |
| Daniela Iraschko           | 21 listopada 1983    | 1                   | 1                  | 3                  | 1                  | 3                  | [ 29 ] |
| Magdalena Kubli            | 7 listopada 1985     | 13                  | 5                  | 10                 | 12                 | 8                  | [ 30 ] |
| Kerstin Mörtl              | 18 sierpnia 1989     | –                   | 19                 | 14                 | 11                 | 22                 | [ 31 ] |
| Jacqueline Seifriedsberger | 20 stycznia 1991     | –                   | –                  | –                  | 14                 | 36                 | [ 32 ] |
| Katrin Stefaner            | 20 stycznia 1987     | 24                  | 4                  | 4                  | 7                  | 14                 | [ 33 ] |
| Francja (4)                |                      |                     |                    |                    |                    |                    |        |
| Amélie Andre               | 19 czerwca 1988      | –                   | –                  | –                  | –                  | 33                 | [ 34 ] |
| Lydie Bernard              | 26 marca 1984        | 19                  | –                  | –                  | –                  | 28                 | [ 35 ] |
| Camille Lizon Au Crie      | 10 listopada 1985    | –                   | –                  | –                  | –                  | 31                 | [ 36 ] |
| Virginie Reynaud           | 11 czerwca 1986      | 34                  | –                  | –                  | –                  | 9                  | [ 37 ] |
| Holandia (1)               |                      |                     |                    |                    |                    |                    |        |
| Melinde Boland             | 21 maja 1988         | –                   | –                  | –                  | –                  | 45                 | [ 38 ] |
| Niemcy (20)                |                      |                     |                    |                    |                    |                    |        |
| Eva Bagdaschwilli          | 7 września 1986      | –                   | 21                 | 21                 | –                  | 44                 | [ 39 ] |
| Ulrike Gräßler             | 17 maja 1987         | 32                  | 14                 | 12                 | 13                 | 17                 | [ 40 ] |
| Nicole Hauer               | 9 marca 1987         | –                   | 15                 | 16                 | 8                  | 29                 | [ 41 ] |
| Anna Häfele                | 26 czerwca 1989      | –                   | –                  | –                  | –                  | 30                 | [ 42 ] |
| Sabine Heinzmann           | 1988                 | –                   | –                  | –                  | –                  | 40                 | [ 43 ] |
| Jasmin Hentschel           | 1987                 | –                   | –                  | –                  | –                  | 40                 | [ 44 ] |
| Carina Hils                | 1 sierpnia 1987      | –                   | 18                 | 19                 | –                  | 38                 | [ 45 ] |
| Stefanie Krieg             | 2 czerwca 1981       | 29                  | 8                  | 7                  | 5                  | 7                  | [ 46 ] |
| Angelika Kühorn            | 8 lipca 1986         | 27                  | 7                  | 6                  | –                  | 12                 | [ 47 ] |
| Franziska Nebel            | 1987                 | –                   | –                  | –                  | –                  | 42                 |        |
| Ann-Kathrin Reger          | 2 marca 1988         | 6                   | –                  | –                  | –                  | 5                  | [ 48 ] |
| Heidi Roth                 | 11 października 1984 | 8                   | 9                  | 5                  | –                  | 25                 | [ 49 ] |
| Katrin Schmidt             | 1983                 | –                   | 17                 | 17                 | –                  | –                  |        |
| Kristin Schmidt            | 18 października 1983 | 10                  | 6                  | 9                  | 6                  | 18                 | [ 50 ] |
| Michaela Schmidt           | 27 listopada 1983    | –                   | –                  | –                  | –                  | 23                 | [ 51 ] |
| Juliane Seyfarth           | 19 lutego 1990       | –                   | –                  | –                  | –                  | 19                 | [ 52 ] |
| Andrea Temme               | 24 czerwca 1981      | –                   | 20                 | 20                 | –                  | 10                 | [ 53 ] |
| Karen Temme                | 18 lipca 1984        | –                   | 20                 | 20                 | –                  | 10                 | [ 54 ] |
| Brigit Tuss                | 18 czerwca 1985      | –                   | 12                 | 15                 | –                  | 35                 | [ 55 ] |
| Britta Zieske              | 1987                 | –                   | –                  | –                  | –                  | 43                 |        |
| Norwegia (5)               |                      |                     |                    |                    |                    |                    |        |
| Kristin Fridtun            | 9 listopada 1987     | –                   | –                  | –                  | –                  | 32                 | [ 56 ] |
| Line Jahr                  | 16 stycznia 1984     | 25                  | –                  | –                  | –                  | 16                 | [ 57 ] |
| Stine Lobben               | 26 kwietnia 1986     | 37                  | –                  | –                  | –                  | 39                 | [ 58 ] |
| Anette Sagen               | 10 stycznia 1985     | 9                   | –                  | –                  | –                  | 2                  | [ 59 ] |
| Henriette Smeby            | 13 listopada 1986    | 4                   | –                  | –                  | –                  | 6                  | [ 60 ] |
| Słowenia (5)               |                      |                     |                    |                    |                    |                    |        |
| Tamara Kancilja            | 15 sierpnia 1987     | –                   | –                  | –                  | –                  | 13                 | [ 61 ] |
| Monika Pogladič            | 5 kwietnia 1987      | 12                  | –                  | –                  | –                  | 15                 | [ 62 ] |
| Urša Rozman                | 25 listopada 1987    | –                   | –                  | –                  | –                  | 34                 | [ 63 ] |
| Tanja Volčjak              | 1984                 | 20                  | –                  | –                  | –                  | 26                 | [ 64 ] |
| Maja Vtič                  | 27 stycznia 1988     | 14                  | –                  | –                  | –                  | 27                 | [ 65 ] |
| Stany Zjednoczone (2)      |                      |                     |                    |                    |                    |                    |        |
| Jessica Jerome             | 8 lutego 1987        | –                   | 3                  | 1                  | 3                  | 4                  | [ 66 ] |
| Alissa Johnson             | 28 maja 1987         | –                   | 16                 | 18                 | 9                  | 24                 | [ 67 ] |
| Szwajcaria (1)             |                      |                     |                    |                    |                    |                    |        |
| Rosemarie Wenk             | 1987                 | –                   | 11                 | 11                 | 15                 | 11                 | [ 68 ] |